# HMS Good Hope (1901)
Pour les autres navires du même nom, voir HMS Good Hope.
Le HMS Good Hope est un croiseur cuirassé britannique de la classe Drake mis sur cale le 11 septembre 1899 et lancé le 21 février 1901. Il devait à l'origine s’appeler Afrique, mais il est renommé avant son lancement. Doté de lourds canons de 234 mm, il devient en 1906 le navire amiral de la 1re escadre de croiseurs (Atlantic Fleet) et remplit la même fonction au sein de la 2e escadre de croiseurs à partir de 1908. La mascotte du HMS Good Hope est un taureau nommé Peter.

## Service

### Au sein des6eet4eescadres

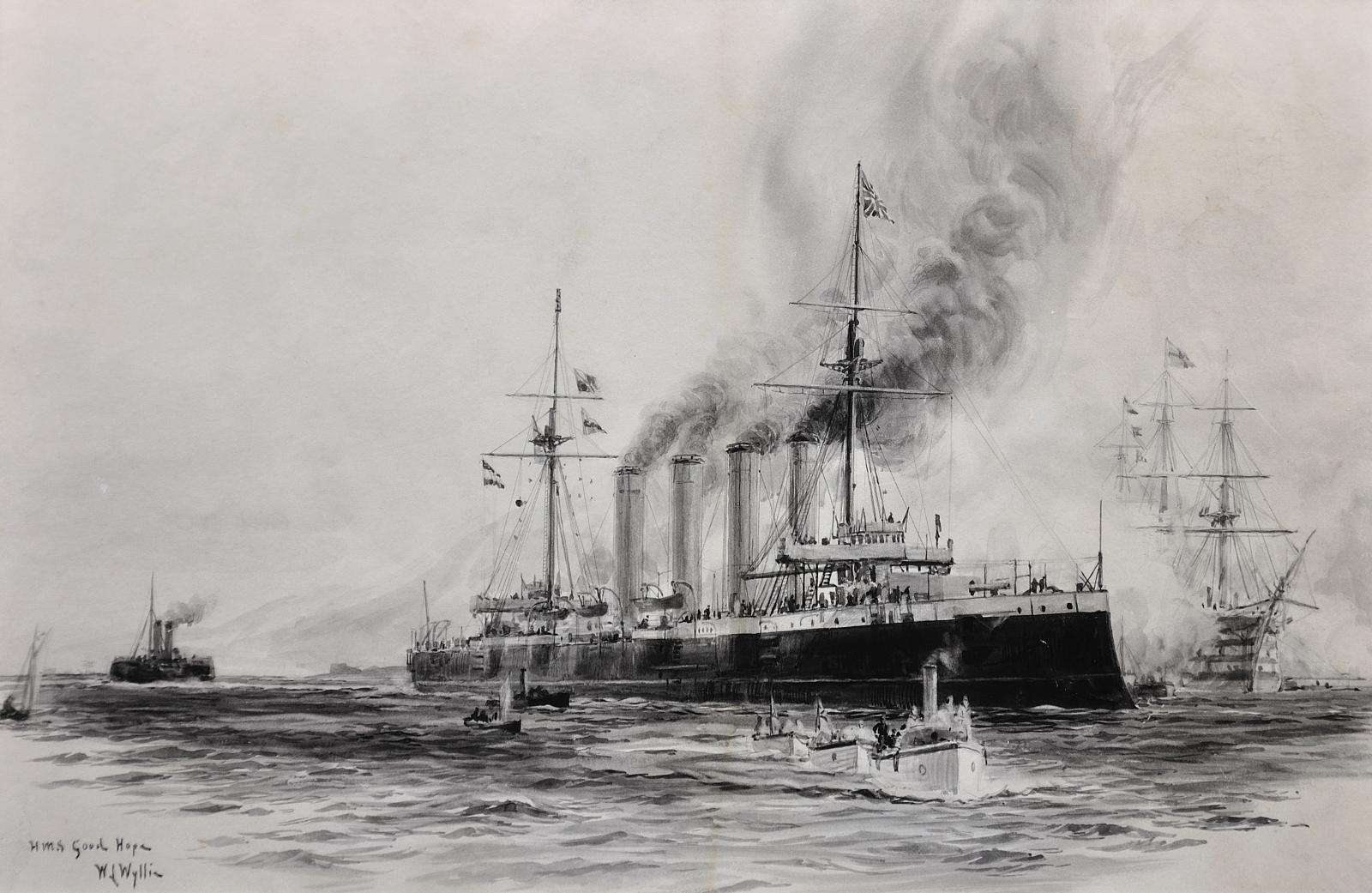
Dessin aquarellé de William Lionel Wyllie représentant le HMS Good Hope.

Le croiseur cuirassé entre dans la flotte de réserve en 1913, mais à la suite du déclenchement de la Première Guerre mondiale, il rejoint la 6e escadre de croiseurs. Cette dernière est initialement intégrée à la Grand Fleet basée à Scapa Flow afin de remplacer la 4e escadre, composée de croiseurs de la classe Monmouth, qui a été envoyé en Amérique du Nord sous les ordres du contre-amiral Christopher Cradock pour protéger les intérêts britanniques au cours de la Révolution mexicaine.
Cependant, l'Amirauté conclut presque immédiatement — à tort — qu'il est probable que les paquebots allemands au mouillage à New York et dans d'autres ports de la côte atlantique des États-Unis pourront se convertir en croiseurs marchands armés en installant des canons transportés dans leurs cales. Le HMS Good Hope reçoit alors l'ordre de renforcer la flotte de Cradock, et il quitte Portsmouth le 2 août 1914 sous le commandement du capitaine Philip Francklin. Cradock transfère son pavillon sur le croiseur cuirassé à son arrivée à Halifax en Nouvelle-Écosse, celui-ci étant plus rapide que son navire amiral HMS Suffolk actuel. Toutefois, la majorité de l'équipage du HMS Good Hope est composé de réservistes qui n'ont eu que peu d'occasions de s'entraîner à bord du bâtiment. Les semaines suivantes, le HMS Good Hope protège la marine marchande britannique au sud jusqu'à Pernambuco et plus tard jusqu'aux îles Falkland.

### Bataille de Coronel
Il participe à la recherche de l'escadre allemande d'Extrême-Orient du vice-amiral von Spee, quittant la base de Port Stanley le 22 octobre pour la côte ouest de l'Amérique du Sud via le Cap Horn.
Le HMS Good Hope est coulé le 1er novembre 1914 avec le HMS Monmouth par les croiseurs cuirassés SMS Scharnhorst et SMS Gneisenau du vice-amiral von Spee au cours de la bataille de Coronel, au large de la côte chilienne. Un obus allemand touche un magasin de munitions du bâtiment britannique où sont entreposés des stocks de cordite, provoquant une énorme explosion. Le navire sombre avec la totalité de son équipage, soit 900 marins, y compris le contre-amiral Cradock.